# Rudolf Lew
Rudolf Lew (ur. 26 maja 1898 w Rzęsnej Polskiej, zm. 29 kwietnia 1923 w Stanisławowie) – porucznik piechoty Wojska Polskiego, kawaler Orderu Virtuti Militari.

## Życiorys
Urodził się 26 maja 1898 w Rzęsnej Polskiej, w ówczesnym powiecie lwowskim Królestwa Galicji i Lodomerii, w rodzinie Piotra, niższego funkcjonariusza kolei, i Walerii z Gurgulów. Był starszym bratem Władysława Dominika (1912–1987), architekta. Od 1908 uczył się w c. k. Gimnazjum I z polskim językiem wykładowym w Stanisławowie. W 1916 zdał egzamin maturalny.
11 maja 1916 został wcielony do Kadry Zapasowej 17 pułku piechoty Obrony Krajowej w Krakowie jako jednoroczny ochotnik. Po dwóch miesiącach został odkomenderowany do Szkoły Oficerów Rezerwy w Opawie. 4 listopada 1916, po ukończeniu X kursu szkoły z wynikiem dobrym i stopniem kaprala jednorocznego, wyruszył w pole jako komendant plutonu w 2. kompanii marszowej. Przebywając w Chełmie, na obszarze etapowym, ukończył kurs dla kadetów–aspirantów oficerskich. Następnie pełnił służbę w macierzystym pułku na stanowisku komendanta plutonu 3. kompanii i obserwatora. 1 lipca 1917 został mianowany chorążym. Po ukończeniu kolejnego kursu został wyznaczony na stanowisko oficera łączności z lotnictwem w komendzie pułku. 1 stycznia 1918 został mianowany podporucznikiem i wyznaczony na stanowisko komendanta 2. kompanii. W marcu tego roku został przydzielony do Komendy w Koloszwarze na stanowisko tłumacza języków słowiańskich. Na tym stanowisku pozostał do końca października 1918.
5 listopada 1918 wstąpił do pułku piechoty ziemi rzeszowskiej. W trzeciej dekadzie tego miesiąca wyruszył pod Lwów  na wojnę z Ukraińcami. Na początku grudnia dowodził załogą Dawidowa i wziął udział w walce o tę wieś oraz Sichów i Zubrzę. 11 grudnia 1918 został przydzielony do batalionu szturmowego przy Brygadzie Lwówskiej. Dowodził 2. kampanią we wszystkich walkach oddziału w rejonie Lwowa. Następnie dowodził kompanią karabinów maszynowych w batalionie zimi gródeckiej i 20 stycznia 1919 wziął udział w walce o Gródek Jagielloński. Później służył w oddziale rotmistrza Romana Abrahama na takim samym stanowisku i wziął udział we wszystkich walkach podczas pierwszej i drugiej ofensywy w Galicji Wschodniej. Po rozwiązaniu oddziału rtm. Abrahama został przeniesiony do 8 pułku piechoty Legionów na stanowisko dowódcy plutonu w 12. kompanii.
29 stycznia 1921 major Roman Abraham we wniosku na odznaczenie Orderem Virtuti Militari napisał:

porucznik Lew jako dowódca kompanii karabinów maszynowych mojego oddziału bierze udział w wielu walkach i starciach z czasów wojny ukraińskiej. Nie tylko najsprawniejszy organizator ale wybitny oficer frontowy. W chwilach krytycznych orientował się i odznaczał się szybkością i trafnością decyzji. Dnia 10 marca 1919 w bitwie pod Gródkiem Jagiellońskim broni por. Lew z dwoma karabinami maszynowymi wschodniej rampy kolejowej Gródka. Przez dwukrotny atak przeważających sił nieprzyjacielskich odrzucony, zbiera rozbite własne plutony i brawurowo odbija własne stanowiska. Czynem tym zabezpieczył własne pozycje od strony przedmieścia czerlańskiego oraz umożliwił przejście kompanii kapitana Zajączkowskiego do kontrataku. W następnych miesiącach bije się pod Harajcem, Suchodołami, Tarnopolem i Husiatynem. Dnia 12 czerwca 1919 przyczynia się znakomicie do obrony Iwanówki, utrzymując tam czterema karabinami maszynowymi południowo-wschodnie pozycje wsi, czym ułatwia bezpieczne cofnięcie się 12 pułku piechoty na Trembowlę. W walkach pod Zborowem 17 czerwca jako tylna straż własnego oddziału, wstrzymuje ogniem karabinów maszynowych do ranka następnego dnia atak nieprzyjaciela. Stanowiska karabinów maszynowych przerzuca tam do linii własnych piechoty, czym podnosi ducha żołnierzy i wydatność ognia, dzięki czemu zapewnia skuteczność obrony.

21 grudnia 1920 został zatwierdzony z dniem 1 kwietnia 1920 w stopniu porucznika w piechocie, w grupie oficerów byłej armii austro-węgierskiej. Rozkazem oficerskim nr 1 Dowództwa 3 Armii z 6 lutego 1921 został mu nadany Order Virtuti Militari. Później to nadanie zostało zatwierdzone przez Naczelnego Wodza, marszałka Józefa Piłsudskiego. Z dniem 25 października 1921 został zdemobilizowany i przydzielony w rezerwie do 8 pp Leg. w Lublinie. Zmarł 29 kwietnia 1923 w Stanisławowie.

## Ordery i odznaczenia
- Krzyż Srebrny Orderu Wojskowego Virtuti Militari nr 1859 – 19 lutego 1921[16][21][22]
- Krzyż Walecznych nr 2573[23][24]